# Letiště Katánie
Letiště Katánie–Fontanarossa (IATA: CTA, ICAO: LICC), také známé jako Letiště Vincenza Belliniho, je mezinárodní letiště asi 4 km jihozápadně od italské Katánie, druhého největšího města na Sicílii. Letiště bylo pojmenováno po operním skladateli Vincenzo Bellinim, který se v Katánii narodil.
Bylo vybudováno v roce 1924 a je nejrušnějším letištěm na Sicílii. Má jednu ranvej o délce 2 435 metrů. V roce 2021 toto letiště přepravilo 6 123 791 cestujících, při více než 50 000 pohybech letadel.

## Letecká spojení s Českem
V roce 2022 z Katánie do Česka, konkrétně na pražské letiště Václava Havla a zpět, létaly dvě letecké společnosti: Wizz Air a Smartwings.